# カンヌライオンズ 国際クリエイティビティ・フェスティバル
カンヌライオンズ 国際クリエイティビティ・フェスティバル（英：Cannes Lions International Festival of Creativity）は、 One Show、クリオ賞と並び、世界3大広告賞の一つといわれる世界最大級の広告賞の名称。通称、カンヌライオンズ。主催者は英国のアセンシャル（2024年10月9日、インフォーマに買収）。
毎年6月下旬に、フランスのカンヌ市にて開催される。審査は世界中から選抜された審査員による。

## 概要
1954年に創設され、その頃は大衆向け映像メディアとして映画が全盛であった。その当時、広告の手段として、映画に併映される劇場コマーシャル（シネマアドなどとも呼ばれる）も同様に広告主の間でよく利用されていた。その劇場コマーシャルを生業とする会社の世界規模の業界団体、SAWA(Screen Advertising World Association)が、広告主へのプロモーションの一環として、当時既に毎年開催されていたカンヌ映画祭と同じ場所で始めたのが、International Advertising Film Festivalである。よって、当初はSAWA主催の一イベントとして、部門としてはFilm部門、それも35mmフィルム作品のみのコンクールとして始まった。その後、広告イベントとして発展し、SAWAから独立、今では、International Advertising Festival Limited（本社ロンドン）という会社組織となっている。
長らくカンヌ国際広告祭（英：Cannes Lions International Advertising Festival）の名前で開催されていたが2011年からは名称から「広告」の字が外れ、「カンヌライオンズ 国際クリエイティビティ・フェスティバル」（英：Cannes Lions International Festival of Creativity）に変更された。
なお日本ではSAWAの時代から株式会社東映エージエンシー（東映株式会社グループの広告会社）が日本代表事務局だったが、2019年9月から日本経済新聞社が代表事務局の権利を譲り受け、同フェスティバルのプロモーション等を行っている。

## カテゴリー
- フィルム部門
- プレス部門
- アウトドア部門
- サイバー（インターネット）部門
- メディア部門
- ダイレクトマーケティング部門
- ラジオ部門
- チタニウム（統合キャンペーン）部門
- プロモ(SP)部門
- デザイン部門（2008年第55回から新設）
- エンターテインメント・ライオンズ・フォー・ミュージック部門（2016年新設）[4]
- ヘルス部門(2014年新設)

各部門ごとに、グランプリ・金賞・銀賞・銅賞が設けられている。

## 日本の主な受賞歴
- 「行くぜ、東北。」（JR東日本/電通） デザイン部門で金賞[5]
- Honda. Beautiful Engines（本田技研工業株式会社/電通、株式会社もり）デザイン部門で銅賞[6]
- Ninja High School Girl by C.C. Lemon（サントリー食品インターナショナル/博報堂、博報堂ケトル、博報堂DYメディアパートナーズ） ブランデッドコンテンツ＆エンターテインメント部門で銀賞[7]
- True Wetsuits（クイックシルバー・ジャパン株式会社/株式会社TBWA\HAKUHODO ）PR部門とデザイン部門で受賞[8]
- Mother Book（葵鐘会・ベルネット/電通）ヘルス＆ウェルネス部門の初代グランプリ[9]